# Zeittafel zur Geschichte der Baptisten
Die Baptisten zählen weltweit zu den bedeutenden evangelischen Kirchengemeinschaften. Ihre Geschichte reicht in die Anfänge des 17. Jahrhunderts zurück. Die baptistische Bewegung im deutschsprachigen sowie in Nord-, Süd- und Osteuropa begann 1834 in Hamburg.
Die folgenden Daten sind, wenn nicht anders vermerkt, einer von Günter Balders besorgten Zeittafel entnommen.

## Zeittafel

### 1606 bis 1800
| Jahr | Tag / Monat  | Ereignis |
| ---- | ------------ | --- |
| 1606 |              | Der ehemalige anglikanische Geistliche John Smyth flieht aufgrund seiner independistischen Glaubensüberzeugungen nach Amsterdam. Er wird dort zum Leiter einer kleinen Gemeinde von Glaubensflüchtlingen. |
| 1609 |              | Gründung der ersten Baptistengemeinde im Hinterzimmer einer Bäckerei in Amsterdam. Namentlich von Bedeutung sind John Smyth und Thomas Helwys.                                                            |
| 1611 |              | Thomas Helwys, der zu dem Kreis um Smyth gehört, geht mit einem Teil der Gemeinde nach England zurück und gründet dort die erste britische Baptistengemeinde.                                             |
| 1628 | 28. November | John Bunyan, Baptistenprediger und Schriftsteller, wird in Elstow bei Bedford geboren. |
| 1639 |              | Roger Williams gründet die erste amerikanische Baptistengemeinde in Rhode Island. |
| 1653 |              | Gründung der ersten Siebenten-Tags-Baptistengemeinde in London / England |
| 1792 |              | In England wird durch William Carey die erste baptistische Missionsgesellschaft, die Particular Baptist Missonary Society, gegründet.                                                                     |
| 1800 | 26. Januar   | Johann Gerhard Oncken, Begründer der deutschen und kontinentaleuropäischen Baptistengemeinden, wird in Varel geboren.                                                                                     |

### 1801 bis 1900
| Jahr       | Tag / Monat        | Ereignis |
| ---------- | ------------------ | --- |
| 1825       | 9. Januar          | Johann Gerhard Oncken gründet gemeinsam mit dem lutherischen Pastor Johann Wilhelm Rautenberg im Hamburger Stadtteil St. Georg die erste deutsche Sonntagsschule. |
| 1834       | 23. April          | Die erste deutsche Baptistengemeinde wird mit 7 Mitgliedern durch Johann Gerhard Oncken in Hamburg gegründet. |
| 1839       |                    | In Kopenhagen entsteht die erste dänische Baptistengemeinde durch die Wirksamkeit Johann Gerhard Onckens und Julius Köbners. |
| 1840       | 30. August         | Gründung der Baptistengemeinde Jever durch Johann Gerhard Oncken |
| 1845       |                    | Die erste niederländische Baptistengemeinde wird in Stadskanaal durch Julius Köbner gegründet. |
|            | 9. November        | Gründung der Baptistengemeinde Bremen |
| 1846       |                    | Gründung der Evangelischen Allianz in London. Die deutschen Baptisten sind durch Johann Gerhard Oncken an der Gründung beteiligt. |
| 1847       |                    | Erste Baptisten in Österreich |
| 1847       |                    | Gründung der ersten Baptistengemeinde in der Schweiz durch Johann Gerhard Oncken |
| 1848       |                    | Julius Köbner verfasst das Manifest des freien Urchristentums an das deutsche Volk, ein frühes Bekenntnis zur Glaubensfreiheit und Trennung von Kirche und Staat. |
|            |                    | Die erste schwedische Baptistengemeinde wird gegründet. |
| 1849       |                    | In Hamburg kommt es zur Gründung des Bundes der vereinigten Gemeinden getaufter Christen in Deutschland und Dänemark. |
| 1861       |                    | In Adamow entsteht die erste polnische Baptistengemeinde. |
| 1862       |                    | In Bukarest entsteht die erste rumänische Baptistengemeinde. |
| 1864, 1869 |                    | Gemeindegründungen in Südrussland und in der Türkei / (Catalui) (siehe Baptisten in der Ukraine, Baptisten in der Türkei) |
| 1871       | Oktober / November | In der Hamburger Gemeinde entsteht ein Streit über die Frage der Autonomie der Ortsgemeinde. Oncken tritt für einen hierarchisch geordneten Gemeindebund ein. Seine Gegner, die sich für einen lockeren Gemeindebund starkmachen, setzen sich schließlich nach einem Jahre andauernden Streit durch. |
| 1874       |                    | Gründung der Süd-Westrussischen und Bulgarischen Vereinigung taufgesinnter Gemeinden |
| 1875       | 7. Juli            | Die preußische Regierung erlässt ein Gesetz, mit dem den Baptistengemeinden in Preußen Korporationsrechte erteilt werden. |
| 1877       | 3. August          | Der baptistische Regionalverband Rheinische Vereinigung wird gegründet. |
| 1879       |                    | Die neu entstandenen Baptistengemeinden in Russland, Polen und im Baltikum schließen sich zu nationalen Vereinigungen zusammen. |
| 1880       |                    | Errichtung des ersten Predigerseminars in Hamburg |
| 1884       | 2. Januar          | Johann Gerhard Oncken stirbt in Zürich. Er wird auf dem Ohlsdorfer Friedhof in Hamburg beigesetzt. |
|            |                    | In Estland entsteht die erste Baptistengemeinde. |
| 1887       |                    | Das erste baptistische Diakonissenmutterhaus in Berlin wird gegründet. |
| 1891       |                    | Der erste deutsche Baptisten-Missionar wird nach Kamerun entsandt. |

### 1901 bis 2000
| Jahr      | Tag / Monat   | Ereignis |
| --------- | ------------- | --- |
| 1905      |               | In London wird der Baptistische Weltbund gegründet. |
| 1908      |               | In Berlin findet der erste europäische Baptistenkongress statt. |
| 1924      |               | Gründung des schweizerischen Baptistenbundes Die Vereinigung der Baptisten in Sachsen erhält die Anerkennung als Körperschaft des öffentlichen Rechts |
| 1930      |               | Der Bund der Baptistengemeinden erhält die Anerkennung als Körperschaft des öffentlichen Rechts. |
| 1934      | Juli / August | Im Berliner Sportpalast findet eine große europäische Baptistenkonferenz statt. Anlass ist das hundertjährige Bestehen der deutschen Baptistengemeinden. |
| 1937      |               | Der Bund freikirchlicher Christen (BfC) wird gegründet. |
| 1938      |               | Die Elim-Gemeinden schließen sich dem Bund der Baptistengemeinden an. |
| 1942      |               | Es kommt zum Zusammenschluss des Bundes der Baptisten- und Elimgemeinden mit dem Bund freikirchlicher Christen (Brüdergemeinden) zum Bund Evangelisch-Freikirchlicher Gemeinden (BEFG) in Deutschland. |
| 1949      |               | Gründung Europäisch-Baptistischen Föderation (EBF) |
|           | 4. September  | In Rüschlikon / Schweiz wird das Internationale baptistische Seminar mit 28 Studenten eröffnet. Es hat vor allem auch die Aufgabe, für die theologische Ausbildung von Pastorenanwärtern aus dem Ostblock zu sorgen. |
| 1953      |               | Gründung des österreichischen Baptistenbundes |
| 1968      | 4. April      | Der US-amerikanische Baptistenpastor und Bürgerrechtler Martin Luther King erliegt in Memphis (Tennessee) einem Mordanschlag. |
| 1969      | 10. Mai       | Die Evangelisch-Freikirchlichen Gemeinden der DDR bilden einen eigenen Bund, nachdem schon Anfang der 1950er Jahre eine besondere Arbeitsgemeinschaft Ost bestanden und der Kalte Krieg nach dem Mauerbau 1961 die Zusammenarbeit zwischen BRD- und DDR-Gemeinden fast unmöglich gemacht hatte. |
| 1974–2000 |               | In diesen Jahren wandern ca. 250.000 Mitglieder von taufgesinnten Gemeinden (Baptisten, Evangeliumschristen-Baptisten und aus Mennonitischen Brüdergemeinden) aus der UdSSR und später aus Russland in Deutschland ein. Sie bilden eigene Verbände, viele leben als unabhängige Ortsgemeinden, manche schließen sich dem BEFG an. Dazu kommen etwa gleich viele Kinder und Jugendliche, die nicht als Kirchenglieder zählen. |
| 1977      |               | Das neue Glaubensbekenntnis der Evangelisch-Freikirchlichen Gemeinden, die sogenannte Rechenschaft vom Glauben, erscheint. |
| 1990      |               | Die Wiedervereinigung des ost- und westdeutschen Bundes Evangelisch-Freikirchlicher Gemeinden wird in die Wege geleitet. |
| 1997      |               | Das Theologische Seminar zieht von Hamburg nach Wustermark-Elstal bei Berlin in das ehemalige Olympische Dorf der Sommerspiele 1936 |

### Ab 2001
| Jahr | Tag / Monat | Ereignis |
| ---- | ----------- | --- |
| 2003 |             | Die erste Auflage des neuen Gesangbuches Feiern & Loben erscheint – in Kooperation mit dem Bund Freier evangelischer Gemeinden in Deutschland. |
| 2004 | Oktober     | Die Southern Baptist Convention verlässt den Baptistischen Weltbund.                                                                           |
| 2007 | 16. Juli    | Das Theologische Seminar der deutschen Baptisten wird als Fachhochschule anerkannt                                                             |